# Holger Rune
Holger Vitus Nødskov Rune (phát âm tiếng Đan Mạch: [ˈhɔl'gɔ ˈviːtus ˈnøˌsgɔw' ˈʁuːnə], sinh ngày 29 tháng 4 năm 2003) là một vận động viên quần vợt người Đan Mạch. Holger sinh ra ở Copenhagen và hiện đang sống ở Charlottenlund cùng với mẹ anh Aneke Rune, bố anh Anders Nødskov, và chị gái Alma Nødskov Rune. Anh tập luyện tại Mouratoglou Academy kể từ năm 2016.

## Sự nghiệp
Năm 2014, anh trở thành nhà vô địch giải U12 Đan Mạch nội dung đôi nam nữ với Clara Tauson. Ba năm sau, anh giành giải U14 châu Âu ở nội dung đơn. Ở tuổi 15, anh trở thành tay vợt nam trẻ nhất Đan Mạch vô địch giải indoor tournament 2019.
Vào ngày 28 tháng 10 năm 2019, anh đạt vị trí số 1 bảng xếp hạng ITF trẻ trên thế giới. Vào ngày 8 tháng 6 năm 2019, Rune đánh bại Toby Alex Kodat để vô địch đơn nam trẻ Pháp Mở rộng 2019. Vào ngày 28 tháng 10 năm 2019, anh đánh bại Harold Mayot để vô địch ITF Junior Finals 2019.
Holger được đặc cách và vô địch giải Blois ATP Challenger. Tại thời điểm đó, anh 16 tuổi, 1 tháng và 18 ngày. Holger cũng tham dự giải Amersfoort Challenger vào tháng 7 năm 2019, nơi anh giành danh hiệu ATP Challenger thứ 2. Vô địch Paris Masters (APT 1000) 2022 ngày 7/11/2022.

## Chung kết ITF World Tennis Tour và Challenger

### Đơn: 6 (4–2)
| Chú thích                   |
| --------------------------- |
| ATP Challengers (0–0)       |
| ITF World Tennis Tour (4–2) |

| Danh hiệu theo mặt sân |
| ---------------------- |
| Cứng (1–0)             |
| Đất nện (3–1)          |
| Cỏ (0–0)               |
| Thảm (0–0)             |

| Kết quả | T–B | Ngày              | Giải đấu                    | Thể loại          | Mặt sân | Đối thủ                | Tỷ số            |
| ------- | --- | ----------------- | --------------------------- | ----------------- | ------- | ---------------------- | ---------------- |
| Thắng   | 1–0 | Tháng 9 năm 2020  | M25 Klosters, Thụy Sĩ       | World Tennis Tour | Đất nện | Jesper De Jong         | 6–4, 6–2         |
| Thua    | 1–1 | Tháng 9 năm 2020  | M15 Melilla, Tây Ban Nha    | World Tennis Tour | Đất nện | Timofei Skatov         | 6–3, 0–6, 1–6    |
| Thắng   | 2–1 | Tháng 11 năm 2020 | M15 Valldoreix, Tây Ban Nha | World Tennis Tour | Đất nện | Javier Barranco Cosano | 7–6(7–0), 6–3    |
| Thắng   | 3–1 | Tháng 11 năm 2020 | M15 Antalya, Thổ Nhĩ Kỳ     | World Tennis Tour | Đất nện | Filip Misolic          | 6–0, 4–0 bỏ cuộc |
| Thắng   | 4–1 | Tháng 1 năm 2021  | M15 Bressuire, Pháp         | World Tennis Tour | Cứng    | Matteo Martineau       | 7-5, 4-6, 6-3    |

## Chung kết Grand Slam Trẻ
| Kết quả | Năm  | Giải đấu     | Mặt sân | Đối thủ         | Tỷ số              |
| ------- | ---- | ------------ | ------- | --------------- | ------------------ |
| Thắng   | 2019 | Pháp Mở rộng | Đất nện | Toby Alex Kodat | 6–3, 6–7(5–7), 6–0 |

|  | Thắng |

|  | Thua |

|  | Đất nện |

|  | Cỏ |